# Odaiba

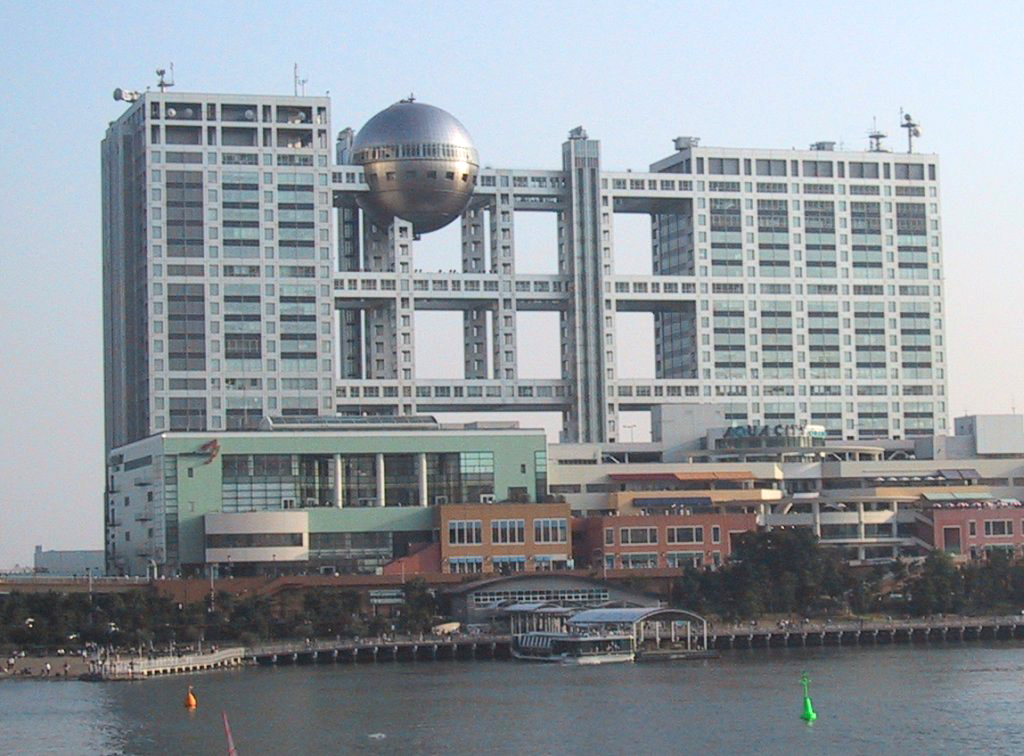
Fuji Television in Odaiba

Odaiba (Japans: お台場), ook bekend als Daiba, is een kunstmatig eiland in de Baai van Tokio in de Japanse hoofdstad Tokio. Samen met het oostelijk gelegen stadsdeel Ariake vormt het een stedelijk subcentrum. In nauwe zin bestaat de wijk Odaiba enkel uit het noordelijk deel van het eiland; de wijken Aomi en Higashi-Yashio beslaan de rest van de landaanwinning. De wijk Odaiba valt bestuurlijk gezien onder de speciale wijk Minato, terwijl Aomi en Higashi-Yashio respectievelijk bij Koto en Shinagawa behoren.

## Geschiedenis
Odaiba werd in 1853 gedurende het Tokugawa-shogunaat aangelegd als een reeks van zes forten in het water. Deze moesten Tokio beschermen tegen aanvallen vanaf zee, nadat de Amerikaanse commodore Matthew C. Perry eerder dat jaar de Baai van Tokio was ingevaren met zijn zwarte schepen (黒船, kurofune). 'Daiba' (台場) is het Japanse woord voor batterij en verwijst naar de kanonnen die op de eilanden geplaatst werden. In 1928 werd een van de batterijen opgeknapt en voor publiek geopend als stadspark. Vanaf de jaren 1990 werd het eiland samen met het nabijgelegen Ariake herontwikkeld tot een nieuw stedelijk subcentrum aan het waterfront van Tokio – Rinkai-fukutoshin – dat ook wel Odaiba wordt genoemd. Het groeide uit tot een belangrijk recreatie- en winkelgebied voor bewoners van de stad, evenals een populaire bestemming voor toeristen.

## Bezienswaardigheden
Odaiba geniet bekendheid als bestemming om te winkelen en om te genieten van de bezienswaardigheden. Een aantal belangrijke bezienswaardigheden zijn:
- Fuji Television studio’s met een opvallend gebouw ontworpen door Kenzo Tange
- Rainbow Bridge verbindt Odaiba met het hart van Tokio
- Decks Tokyo Beach een winkelcentrum met Sega Joypolis en Little Hong Kong
- Aqua City een winkelcentrum
- Venus Fort, een winkelcentrum met als thema Venetië
- Zepp Tokyo, een van Tokio's grootste nightclubs
- Daikanransha, 's werelds hoogste reuzenrad na de London Eye
- Oedo-Onsen-Monogatari warmwaterbronnen
- Een of twee stranden in stedelijk Tokio (zwemmen niet aangeraden), samen met Kasai Rinkai Park in de speciale wijk Edogawa.
- Miraikan[2]

## Transport
Odaiba is middels twee snelwegen verbonden met de rest van Tokio. De Daiba-lijn verbindt het eiland via de Rainbow Bridge met het vasteland van Minato, terwijl de Wangan-lijn verbinding vormt met Shinagawa en Yokohama in het westen en met Koto, Edogawa en de prefectuur Chiba in het oosten. De Yurikamome en Rinkai-lijn vormen samen met (water)bussen voor het openbaar vervoer naar andere stadsdelen. De internationale cruiseterminal van Tokio bevindt zich ten westen van het eiland.

## Odaiba in fictie
De wijk komt voor in de animereeks Digimon Adventure en Digimon Adventure 02 als de thuisstad van de eerste van de twee groepen van Chosen Children. Het programma voert real-life locaties op zoals het Daikanransha, de Rainbow Bridge en het hoofdkantoor van Fuji TV. Een gefictionaliseerde versie van Odaiba, "Infinity Bank", wordt opgevoerd in het derde seizoen van de manga Sailor Moon en een constructieproject met een gelijkaardige geschiedenis maakt een korte, maar betekenisvolle, verschijning in de animeversie ervan. Het stadsdeel komt ook voor in de debuutroman van de Australische auteur Andrew O'Conner Tuvalu (2006).
De locatie is ook prominent aanwezig in de anime Genshiken, waarin de hoofdpersonages de stripbeurs bezoeken, een evenement dat jaarlijks wordt gehouden in het beroemde Tokyo Big Sight.

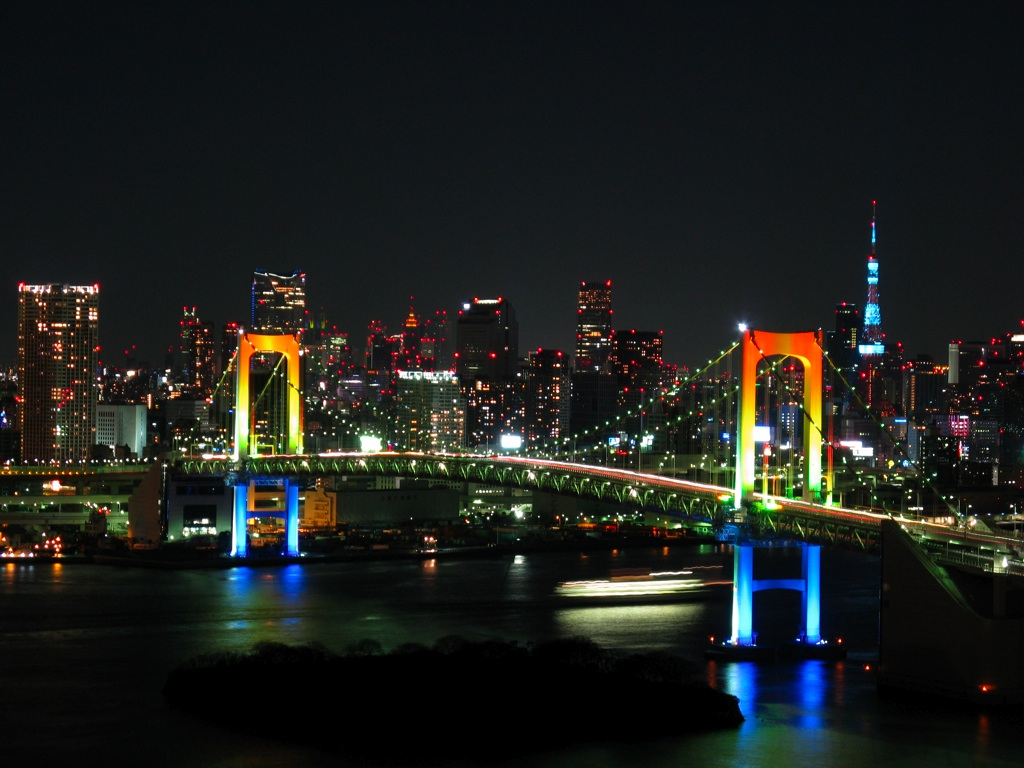
Rainbow Bridge.
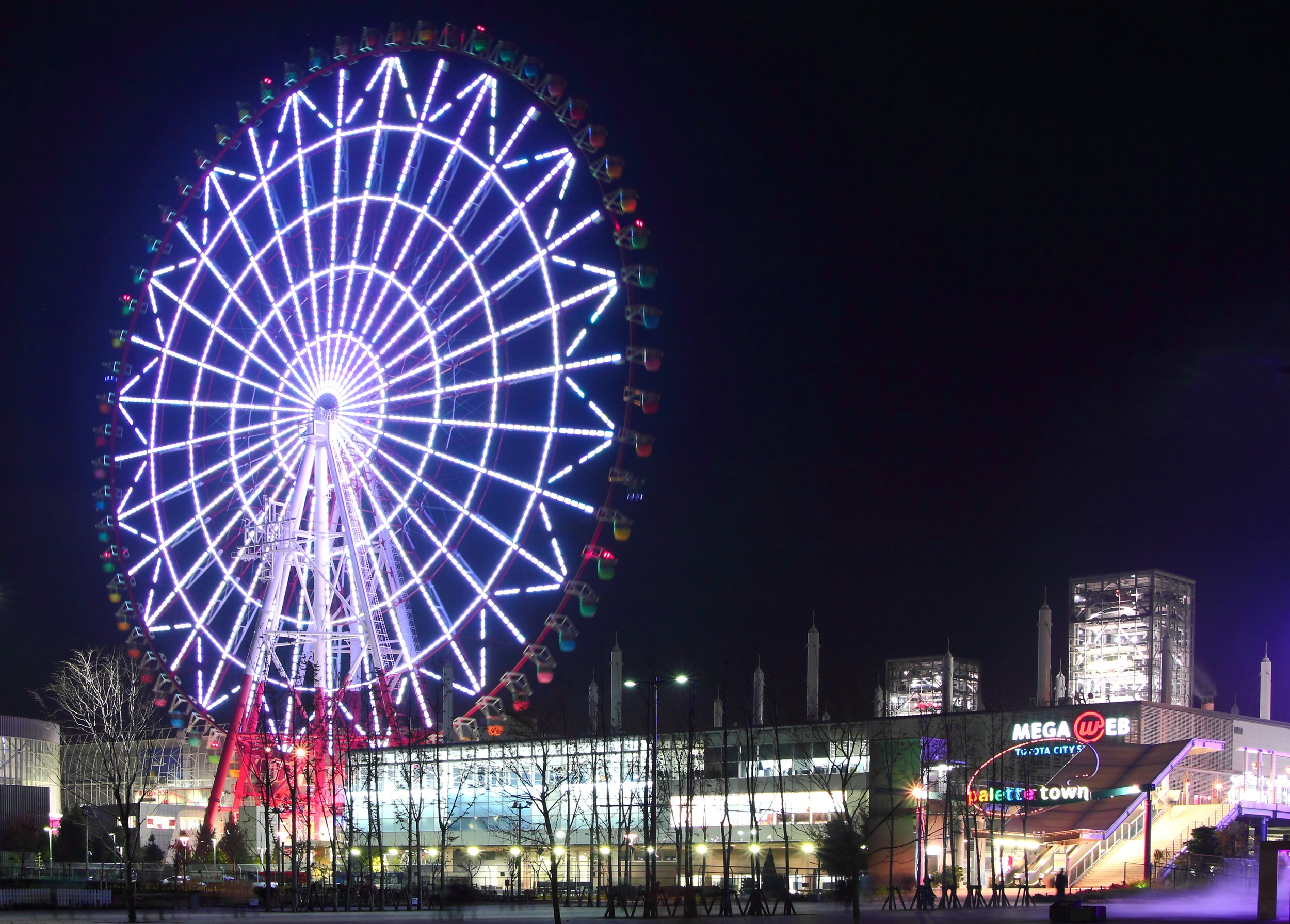
Palette Town.
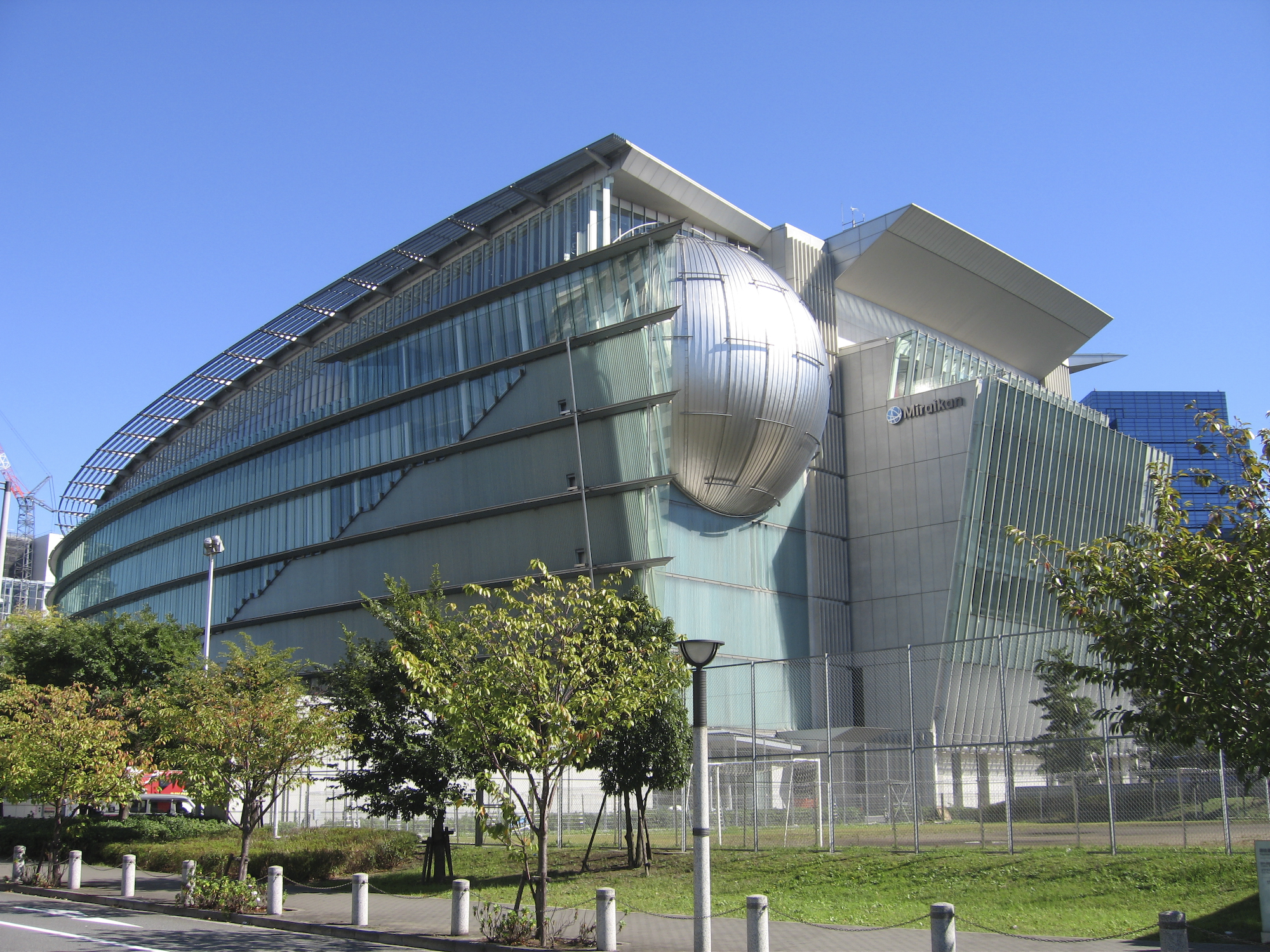
Miraikan.
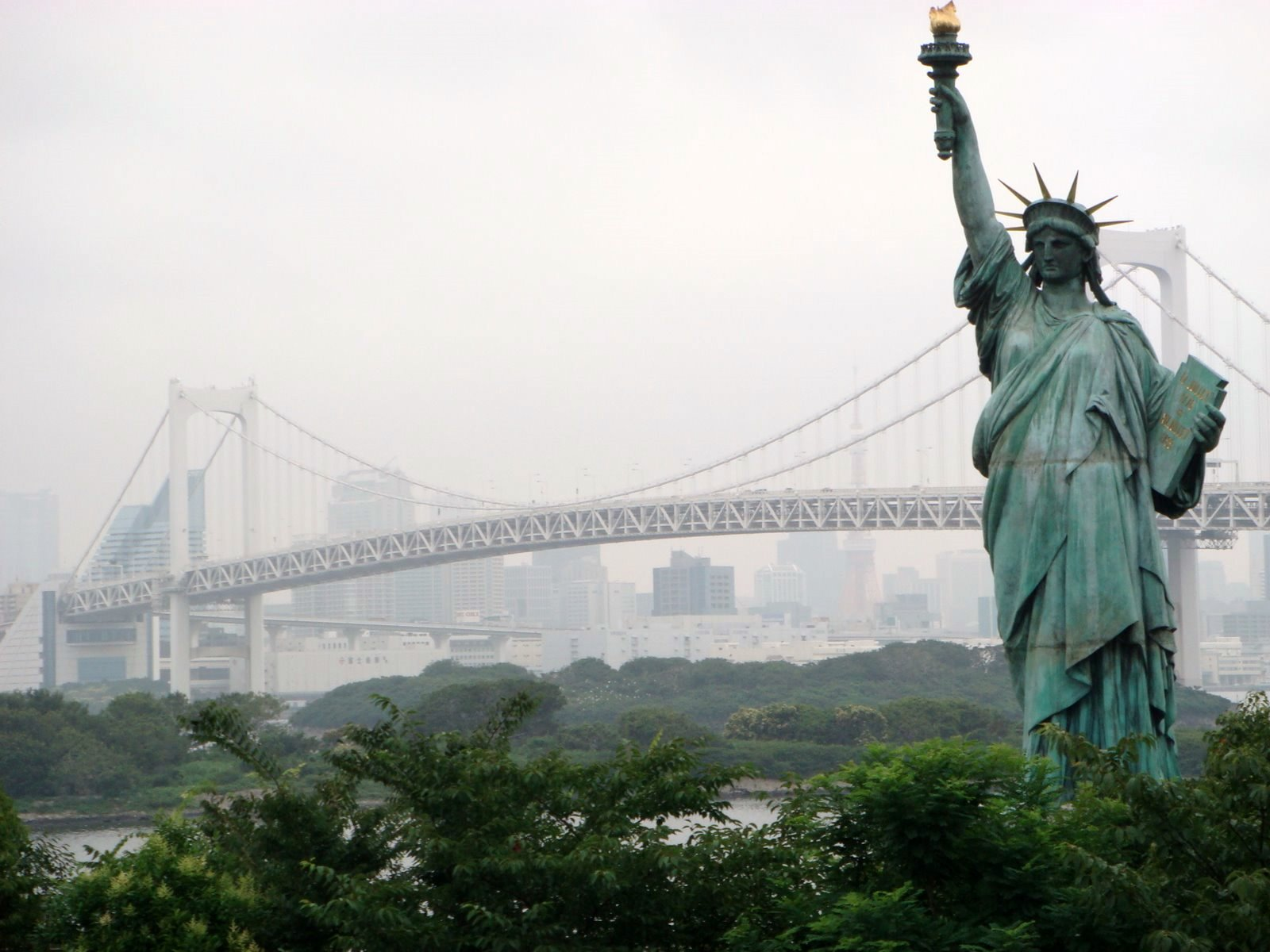
Replica Statue of Liberty with the Rainbow Bridge.
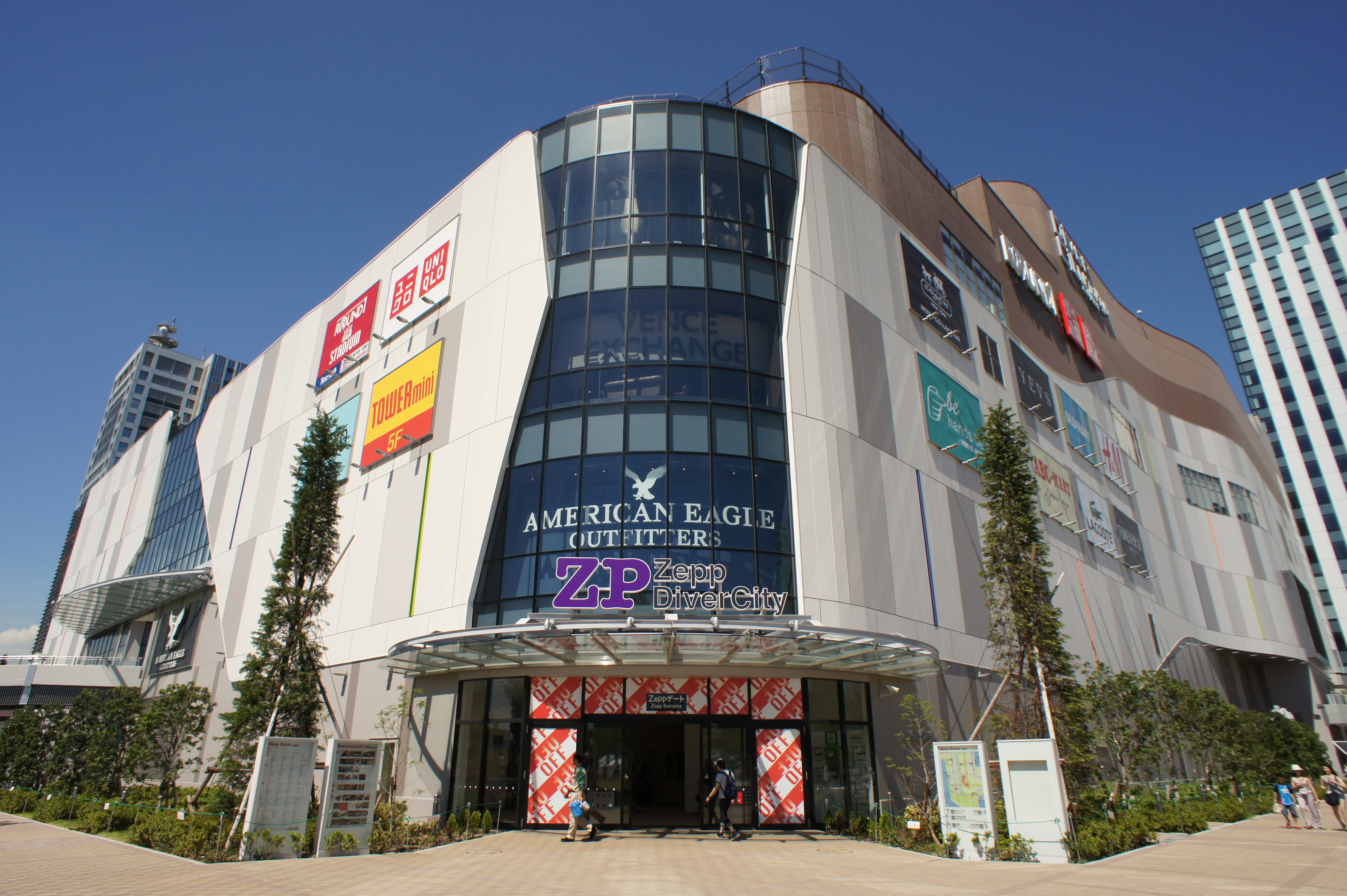
Zepp DiverCity.